# テレロボクサー
『テレロボクサー』(Teleroboxer) は、任天堂のゲーム機、バーチャルボーイ用のボクシングシミュレーターゲーム。バーチャルボーイのローンチタイトルの1つである。

## 開発
『テレロボクサー』はもともとTeleroboxingとして知られており、1994年のコンシューマー・エレクトロニクス・ショーに展示された。他のバーチャルボーイと同様に赤と黒の配色で、3D効果を模倣するための光学的錯覚として視差を利用する。

## ゲームプレイと背景設定
舞台は22世紀で、人間がロボットを制御して、通常は人間ができない作業を行うことができるようになる「テレロボティクス」と呼ばれる技術が使われている。テレロボクシングは、エドワード・マキ・ジュニア博士によって考案され、2台のロボットが互いにボクシングをするというものである。
プレイヤーはテレロボクシング用ロボットのハリーを扱いライバル達と戦っていく。

## 評価
『テレロボクサー』は、さまざまな肯定的な評価を受けた。発売時に、ファミ通はゲームに40点満点中23点を与えた。著者のスティーブ・L・ケントは、初期のショーでプレイしたプレイヤーは感銘を受けなかったと述べた。彼は、展示されたバーチャルボーイの全ゲームの中で最もよく3D機能を活用しているとも述べたが、本作のプレイヤーが頭痛について訴えていると付け加えた。GamesRadarは、本作を5作の最高のバーチャルボーイのゲームの一覧に掲載し、ゲーム機の発売時には、人々が本作のプレイに興奮していたことに言及した。シカゴ・トリビューンのデイヴィッド・ジョウンズは、『パンチアウト!!』シリーズと比較し、楽しさと競争的な雰囲気のために優位に立っていると指摘している。ABC Good Gameも同様の比較を行ったが、こちらの方が面白くなかったと指摘した。彼は、戦いが対戦相手に非常に有利なため、プレイヤーが「卑猥な罵声を浴びせずにはいられない」と感じるほどの「馬鹿硬い」難しさに言及した。
ロサンゼルス・タイムズのアーロン・カーティスは、バーチャルボーイでは伝統を感じさせないが、伝統的なゲームだと評している。エレクトロニック・エンターテインメントのスティーヴ・クレットは、操作が「その場しのぎ」だと書いた。彼らは、発売前には良い印象を持ち、恰好良いと評していた。ワイヤードのクリス・コーラーは「長所に対して難しさが高すぎる」と評した。1UP.comのニール・ロナグハンは、本作のグラフィックスとゲームプレイを賞賛し、強烈だが、操作が複雑だと批評した。WGRD 97.9は、これまでで最高のゲームではないことがバーチャルボーイのテクノロジーを使用することで面白くなった、人々が「死ぬ前にプレイする」べきゲームであると書いている。
IGNAUのパトリック・コランは本作を『パンチアウト!!』の進化形と呼び、精神的な後継作のようにも感じたと評している。彼はプレイヤーが進捗状況をセーブできる事によってのみプレイができるようになると感じ、タフなゲームと呼んだ。急かされる部分はあったが、「楽しくてひどく難しい」とも評した。また、バーチャルボーイで数少ないまともなゲームの1つと呼び、2つの十字キーを使用したことで、面白い形で次元が上がったと述べている。Allgameのスコット・アラン・マリオットは期待が大きかったが失望に終わったタイトルと評した。マリオットは、ゲームの評価点としてサウンドとビジュアルを指摘しながら、コンピューター制御の敵の高速性に関連して、操作が非常に難しくなっていると批判した。Nintendo Lifeのデイヴ・フリアも、プレイヤーがゲームに慣れれば非常に簡単になるとコメントしながらも、失望したと評した。Retro Gamerのストゥーアト・ハントは、2つの十字キーと3Dの使用を賞賛した。
GameFanの2名のレヴュアーは平均以上の評価をしており、1人目のレヴュアーは「パンチアウト!!シリーズのファンなら楽しめるかもしれないが、自分には操作が複雑すぎてペースが速すぎる」とし、もう1人のレヴュアーは最初のレヴュアーと同じ不満を繰り返し「プラットフォーム向けローンチゲームとしては2番目に悪い」としたが、ビジュアルは賞賛した。GameProの「スロウ・モウ (Slo Mo)」はこの挑戦を「無意味なものではない」とし、ビジュアルをバーチャルボーイ上で最高の部類だと評価し、ファイターたちを想像力豊かに表現していると評している。Next Generationは、ファミコン版『パンチアウト!!』の「ハイテク」リメイクと呼んだが、3D効果は限られていると評価している。しかし、彼らは、同機種の他の作品と比較して、視覚的な品質が非常に高いと感じた。Nintendo Magazineは、発売前の『テレロボクサー』は彼らが見た中で最も弱いタイトルだと感じた。Tips & Tricksは、10点満点中2点という珍しい評価を与えた。Official Nintendo Magazineは、最も一般的なバーチャルボーイゲームだと評価した。